# Тонкая красная линия (фильм, 1998)
«Тонкая красная линия» (англ. The Thin Red Line) — американская эпическая военная драма 1998 года, третий полнометражный фильм, снятый режиссёром Терренсом Маликом. Это вторая экранизация романа Джеймса Джонса 1962 года, после фильма 1964 года. Фильм рассказывает вымышленную версию битвы за гору Остин, которая была частью Гуадалканальской кампании на Тихоокеанском театре военных действий Второй мировой войны. В фильме показаны американские солдаты роты «С» 1-го батальона 27-го пехотного полка 25-й пехотной дивизии, роли которых исполнили Шон Пенн, Джим Кэвизел, Ник Нолти, Элиас Котеас и Бен Чаплин. Название романа отсылает к строке из стихотворения Редьярда Киплинга «Томми» из сборника «Баракарные баллады», в котором он называет британских пехотинцев «тонкой красной линией [г]ероев», имея в виду позицию 93-го полка в Балаклавском сражении во время Крымской войны.
Фильм ознаменовал возвращение Малика к кинопроизводству после 20-летнего перерыва. В нём снялись Эдриен Броуди, Джордж Клуни, Джон Кьюсак, Вуди Харрельсон, Джаред Лето, Джон Си Райли и Джон Траволта. Сообщается, что монтаж первой версии занял семь месяцев, и она длилась пять часов. К финальному варианту были вырезаны кадры с выступлениями Билла Пуллмана, Лукаса Хааса и Микки Рурка (одна из сцен с Рурком вошла в специальные материалы, выпущенные Criterion Blu-ray и DVD). Музыка к фильму была написана Хансом Циммером, оператором — Джоном Толлом. Основные съёмки проходили в Квинсленде, Австралия, и на Соломоновых островах.
22 декабря 1998 года кинокомпания 20th Century Fox представила фильм «Тонкая красная линия» в Беверли-Хиллз, а 23 декабря 1998 года выпустила его в ограниченный кинопрокат, а 15 января 1999 года — в общенациональный прокат. Фильм собрал 98 миллионов долларов при бюджете в 52 миллиона долларов. Критики положительно приняли фильм, высоко оценив философское изображение войны, режиссуру Малика, музыкальное сопровождение, операторскую работу, сценарий, монтаж и игру актёров. Фильм был номинирован на 7 премий «Оскар»: «Лучший фильм», «Лучшая режиссура», «Лучший адаптированный сценарий», «Лучшая операторская работа», «Лучший монтаж», «Лучшая музыка к фильму» и «Лучший звук». Фильм получил «Золотого медведя» на Берлинском международном кинофестивале 1999 года. Мартин Скорсезе назвал его вторым своим любимым фильмом 1990-х годов. Джин Сискел в программе At the Movies назвал его «лучшим современным военным фильмом, который я видел».

## Сюжет

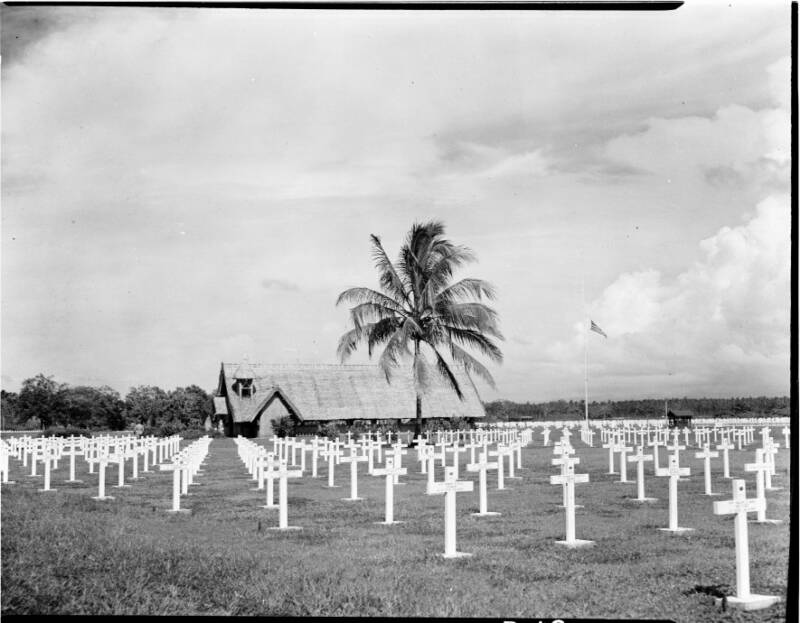
Кладбище Гуадалканала, 1945

Рядовой армии США Уитт уходит в самоволку из своего подразделения и живёт среди беззаботных меланезийских туземцев в южной части Тихого океана. Он найден и заключён под стражу на войсковом транспорте первым сержантом своей роты Уэлшем. Военнослужащие роты С, 1-го батальона, 27-го пехотного полка, 25-й пехотной дивизии были доставлены на Гуадалканал в качестве подкрепления для обороны военного аэродрома Хендерсон-Филд и захвата острова у японцев. По пути они размышляют о своей жизни и предстоящем сражении. Командир батальона подполковник Толл обсуждает с бригадным генералом Квинтардом план действий.
Рота С беспрепятственно высаживается на Гуадалканале и марширует вглубь острова, встречая туземцев и следы японцев. Они прибывают к холму 210, ключевой японской позиции. Японцы разместились в бункерах на вершине холма, и любой, кто попытается подняться, будет застрелен.
На следующий день на рассвете начинается обстрел холма. Рота C пытается захватить холм, но отражена огнём. Среди первых убитых — один из командиров взвода, младший лейтенант Уайт. Позже в сражении, продвинувшись дальше вверх по холму, отделение во главе с сержантом Кеком прячется за холмом от вражеского огня, ожидая подкрепления. Кек тянется к гранате на поясе и случайно выдёргивает чеку, затем бросается назад и погибает. Подполковник Толл приказывает командиру роты, капитану Джеймсу Старосу, взять бункер лобовой атакой, чего бы это ни стоило. Старос отказывается, и Толл решает присоединиться к Старосу на линии фронта, чтобы увидеть ситуацию.
Японское сопротивление, кажется, уменьшилось. Рядовой Уитт, назначенный в качестве носильщика носилок, просит разрешения присоединиться к роте. Небольшой отряд солдат выполняет разведывательную миссию по приказу Толла, чтобы определить силу японского бункера. Рядовой Белл сообщает, что в бункере пять пулемётов. Он присоединяется к другому небольшому отряду вместе с Уиттом, во главе с капитаном Джоном Гаффом, посланному на фланговую атаку, чтобы взять бункер. Операция прошла успешно, и рота C захватила один из последних японских фортов на острове. Японцы, которых они находят, в основном умирают от голода и оказывают мало сопротивления.
За свои старания солдаты получают недельный отпуск, хотя в этой передышке мало радости: аэродром, где они базируются, попадает под артиллерийский обстрел противника. Подполковник Толл отстраняет капитана Староса от командования, поскольку считает того мягкотелым и неподготовленным к реальной войне, и предлагает Старосу подать заявление о переводе в Вашингтон, чтобы тот продолжил карьеру в военно-юридической службе. Он также предлагает наградить Староса Серебряной звездой, чтобы не порочить честь мундира тем, что командир подразделения был снят с должности. Белл получает письмо от жены, сообщающей ему, что она влюбилась в кого-то другого и хочет развестись. Уитт сталкивается с местными жителями и замечает, что они стали враждебны к нему и регулярно ссорятся друг с другом.
Рота отправляется на патрулирование вверх по реке, но с неопытным 1-м лейтенантом Джорджем Бэндом во главе. Когда огонь японской артиллерии приближается к их позициям, Бэнд приказывает некоторым солдатам отправиться в разведку разведать вверх по реке, а Уитт добровольно идёт вперёд. Они сталкиваются с наступающей японской колонной и подвергаются нападению. Чтобы выиграть время для капрала Файфа, который затем смог возвратиться и сообщить остальной части подразделения, Уитт отводит японцев, но оказывается окружён одним из их отделений, которые требуют, чтобы он сдался. Он поднимает винтовку, и его расстреливают. Рота отступает без других потерь, и Уитт позже будет похоронен товарищами по отряду. Рота C получает нового командира, капитана Боше, и садится в ожидающий их катер LCT, отходящий от острова.

## В ролях
- Джеймс Кэвизел — рядовой Уитт
- Бен Чаплин — рядовой Белл
- Элиас Котеас — капитан Джеймс Старос
- Шон Пенн — старший сержант Эдвард Уэлш
- Ник Нолти — подполковник Толл
- Вуди Харрельсон — сержант Кек
- Джон Кьюсак — капитан Джон Гафф
- Эдриен Броуди — капрал Файф
- Джон Сэвидж — сержант Макрон
- Джаред Лето — 2-й лейтенант Уайт
- Тим Блейк Нельсон — рядовой Тиллс
- Джон Траволта — бригадный генерал Квинтард
- Джон Рейли — сержант Шторм
- Дэш Майхок — рядовой первого класса Долл
- Ларри Романо — рядовой Мацци
- Томас Джейн — рядовой Аш
- Ари Вервин — рядовой Чарли Дейл
- Ник Стал — рядовой первого класса Бид
- Джордж Клуни — капитан Чарли Бош
- Миранда Отто — Марти Белл
- Пенелопа Аллен — мать Уитта
- Уилл Уоллес — рядовой Хоук

## Производство

### Сценарий
Нью-йоркский продюсер Бобби Гайслер впервые обратился к Малику в 1978 году и предложил ему снять экранизацию пьесы Дэвида Рэйба «В комнате бум-бум». Малик отклонил предложение, но вместо этого обсудил идею фильма о жизни Джозефа Меррика. Как только стало известно о фильме Дэвида Линча «Человек-слон», он отложил эту идею. В 1988 году Гайслер и Джон Робердо встретились с Маликом в Париже, чтобы обсудить сценарий и режиссуру фильма по роману Д. М. Томаса 1981 года «Белый отель». Малик отказался, но сказал им, что готов написать либо экранизацию «Тартюфа» Мольера, либо «Тонкой красной линии» Джеймса Джонса. Продюсеры выбрали последний вариант и заплатили Малику 250 000 долларов за сценарий.

Малик начал экранизацию «Тонкой красной линии» 1 января 1989 года. Пять месяцев спустя продюсеры получили его первый черновик, объёмом в 300 страниц. В 1990 году Малик встретился с вдовой Джеймса Джонса Глорией и его дочерью Кейли, чтобы обсудить экранизацию «Тонкой красной линии». Продюсеры много времени провели с Маликом, обсуждая его видение фильма. Гайслер сказал:
Гуадалканал Малика должен был стать Потерянным раем, Эдемом, изнасилованным зелёным ядом войны, как называл его Терри. Большая часть насилия должна была быть изображена косвенно. Солдата застрелили, но вместо спилберговского окровавленного лица мы видим взорвавшееся дерево, изодранную растительность и прекрасную птицу со сломанным крылом, вылетающую с дерева.
. 
Малик потратил годы на другие проекты, включая постановку «Управляющего Сансё» и сценарий под названием «The English-Speaker», потратив 2 миллиона долларов продюсерских денег, половину из которых ушли на написание сценария. Согласно статье в Entertainment Weekly, продюсеры завоевали доверие Малика, «исполняя все его прихоти», предоставляя ему малоизвестные исследовательские материалы, включая книгу «Рептилии и амфибии Австралии», аудиозапись «Heartbeat Drummers of Japan» Kodō, информацию о шифровальщиках навахо, завербованных Корпусом морской пехоты США, составляя планы его поездок и помогая режиссёру и его жене Мишель получить ипотеку на их парижскую квартиру.
К январю 1995 года Гейслер и Робердо были на мели и оказывали давление на Малика, требуя решить, какой проект он будет выполнять. Они обратились к бывшему агенту Малика, Майку Медавою, который создавал собственную продюсерскую компанию Phoenix Pictures, и он согласился дать им 100 000 долларов для начала работы над фильмом «Тонкая красная линия». У Медавоя была сделка с Sony Pictures, и Малик начал разведку локаций в Панаме и Коста-Рике, прежде чем остановиться на тропических лесах северной Австралии. В апреле 1997 года, за три месяца до начала съёмок, Sony прекратила съёмки, пока съёмочная группа строила декорации в Квинсленде, поскольку новый председатель студии Джон Колли не считал, что Малик сможет снять свой фильм с предложенным бюджетом в 52 миллиона долларов. Малик отправился в Лос-Анджелес с Медавоем, чтобы представить проект различным студиям. 20th Century Fox согласилась выделить 39 миллионов долларов из бюджета при условии, что Малик возьмет на роль пять кинозвёзд из списка десяти заинтересованных. Японская компания Pioneer Films внесла в бюджет 8 миллионов долларов, а Phoenix Pictures добавила 3 миллиона долларов.
В 1988 году с Маликом встретились продюсеры Бобби Гейслер и Джо Робердо. Они предложили ему экранизировать роман Д. М. Томаса «Белый отель». Малик ответил, что он бы хотел снять «Тартюфа» по Мольеру или военную драму «Тонкая красная линия» по роману Дж. Джонса. Продюсеры согласились на второй вариант. В мае 1989 года Малик закончил черновик сценария. В дальнейшем он обращался к другим проектам и надолго забрасывал «Тонкую красную линию». В конце концов в 1995 году начались переговоры с актёрами, а в 1997 году — съёмки. Фильм снимался в Австралии: в тропическом лесу Дэйнтри и на пляже в городе Брамстон-Бич.

### Кастинг
Кастинг для фильма стал горячей темой. Когда Шон Пенн встретил Малика, он сказал ему: «Дай мне доллар и скажи, где я должен явиться». Сценарии также были отправлены Роберту Де Ниро, Роберту Дювалю и Тому Крузу. В 1995 году, как только стало известно, что Малик снимается в новом фильме после многих лет, к нему обратилось множество актёров, завалив кастинг-директоров, пока им не пришлось объявить, что они больше не принимают заявки. Некоторые актёры класса «А», включая Брэда Питта, Аль Пачино, Гэри Олдмена и Джорджа Клуни, предлагали работать за часть, а некоторые даже предлагали работать бесплатно. Брюс Уиллис даже предложил оплатить билеты первого класса для съёмочной группы, чтобы получить несколько реплик для фильма. В 1995 году Малик устроил дома у Медавоя читку, где Мартин Шин давал указания по сценарию, а Кевин Костнер, Уилл Паттон, Питер Берг, Лукас Хаас и Дермот Малруни играли главные роли. В июне того же года у Медавоя был запланирован пятидневный семинар, на который заглянул Питт. Завершением семинара стала запись Маликом саундтрека к фильму «Куда не долетают и орлы» и игра на японских барабанах тайко. Малик встретился с заинтересованным Джонни Деппом в бистро Book Soup на Сансет-стрип, чтобы обсудить проект.
Эдвард Нортон прилетел в Остин и встретился с Маликом, который был впечатлён пробами актёра к фильму «Первобытный страх». Сообщается, что Мэттью Макконахи взял выходной на съёмках фильма «Время убивать», чтобы увидеть Малика. За ним последовали другие, включая Уильяма Болдуина, Эдварда Бёрнса, Джоша Хартнетта, Криспина Гловера, Филипа Сеймура Хоффмана, Стивена Дорффа и Леонардо Ди Каприо; последний из них прилетел со съёмочной площадки «Ромео + Джульетты» в Мексике, чтобы встретиться с Маликом в зале ожидания American Airlines в аэропорту Остина. До того, как кастинг был окончательным, Николас Кейдж пообедал с Маликом в Голливуде в феврале 1996 года. Малик отправился на поиски локаций и попытался дозвониться до Кейджа тем летом, но обнаружил, что его номер телефона отключен. Тому Сайзмору, однако, предложили более существенную роль в «Спасти рядового Райана», и, когда он не смог связаться с Маликом в течение нескольких дней, решил вместо этого сняться в фильме Стивена Спилберга. Актёры Билл Пуллман, Микки Рурк и Лукас Хаас снялись в некоторых сценах для фильма, но были вырезаны из финальной версии из-за ограничений по времени. Рекламные кадры с Пуллманом (в роли сержанта МакТэя, в сцене напротив Броуди и Чаплина) можно увидеть в интернете, Хаас изображён в буклете саундтрека к CD, а одна из сцен с Рурком была восстановлена для релиза фильма Criterion на Blu-Ray/DVD. Малик написал роль специально для Олдмана, но в конечном итоге от персонажа отказались ещё до начала съёмок из-за слишком большого количества персонажей в фильме. Позже его поблагодарили в титрах вместе с Лукасом, Вигго Мортенсеном, Шином, Рурком, Пуллманом и Джейсоном Патриком.
Джеймс Кэвизел, утверждённый на роль рядового Витта, считает, что Малик утвердил его на роль поворотным моментом в своей карьере.

## Отзывы и награды
Фильм собрал для своего жанра неплохую кассу: около 36 000 000$ в США и 62 000 000$ в мире. На IMDB картина имеет рейтинг 7.6. Весьма положительно встретили картину и критики — на Rottentomates 78 % положительных рецензий. Организация кинокритиков National Society of Film Critics назвала «Тонкую красную линию» лучшим фильмом года.
Фильм был удостоен главной награды «Золотой медведь» на Берлинском кинофестивале и получил 7 номинаций на премию «Оскар», включая «лучший фильм», но во всех проиграл.

## Награды и номинации
| Премия                              | Категория                                | Номинант                                        | Результат |
| ----------------------------------- | ---------------------------------------- | ----------------------------------------------- | --------- |
| «Оскар»                             | Лучший фильм                             | Роберт Майкл Гейслер, Джон Робердо, Грант Хилл  | Номинация |
| «Оскар»                             | Лучший режиссёр                          | Терренс Малик                                   | Номинация |
| «Оскар»                             | Лучший адаптированный сценарий           | Терренс Малик                                   | Номинация |
| «Оскар»                             | Лучшая музыка к фильму                   | Ханс Циммер                                     | Номинация |
| «Оскар»                             | Лучшая операторская работа               | Джон Толл                                       | Номинация |
| «Оскар»                             | Лучший монтаж                            | Билли Уэбер, Лесли Джонс, Саар Клейн            | Номинация |
| «Оскар»                             | Лучший звук                              | Энди Нельсон, Анна Бельмер, Пол «Salty» Бринкэт | Номинация |
| «Выбор критиков»                    | Лучший фильм                             |                                                 | Номинация |
| «Спутник»                           | Лучший фильм — драма                     | Роберт Майкл Гейслер, Грант Хилл, Джон Робердо  | Победа    |
| «Спутник»                           | Лучший режиссёр                          | Терренс Малик                                   | Победа    |
| «Спутник»                           | Лучший адаптированный сценарий           | Терренс Малик                                   | Номинация |
| «Спутник»                           | Лучшая музыка к фильму                   | Ханс Циммер                                     | Победа    |
| «Спутник»                           | Лучшая операторская работа               | Джон Толл                                       | Победа    |
| «Спутник»                           | Лучший монтаж                            | Билли Уэбер                                     | Номинация |
| «Спутник»                           | Лучший актёрский состав                  |                                                 | Победа    |
| Берлинский кинофестиваль            | Золотой медведь                          | Терренс Малик                                   | Победа    |
| Берлинский кинофестиваль            | Особое упоминание                        | Джон Толл                                       | Победа    |
| Берлинский кинофестиваль            | Reader Jury of the «Berliner Morgenpost» | Терренс Малик                                   | Номинация |
| Национальный совет кинокритиков США | Топ 10 лучших фильмов года               |                                                 | Победа    |
| Премия Гильдии режиссёров США       | Лучший режиссёр                          | Терренс Малик                                   | Номинация |